# 의령군의 국회의원

## 의령군의 역대 국회의원 일람
| 대수         | 이름           | 소속정당       | 임기                             | 선거구역                             | 개표결과 |
| ------------ | -------------- | -------------- | -------------------------------- | ------------------------------------ | -------- |
| 제1대        | 안준상(安駿相) | 조선민족청년단 | 1948년 5월 31일~1950년 5월 30일  | 의령군 일원(제8선거구)               | 보기     |
| 제2대        | 이시목(李時穆) | 무소속         | 1950년 5월 31일~1954년 5월 30일  | 의령군 일원(제9선거구)               |          |
| 제3대        | 이영희(李泳熙) | 자유당         | 1954년 5월 31일~1958년 5월 30일  | 의령군 일원(제9선거구)               |          |
| 제4대        | 이영희(李泳熙) | 자유당         | 1958년 5월 31일~1960년 7월 28일  | 의령군 일원(제17선거구)              |          |
| 제5대 민의원 | 강봉용(姜鳳龍) | 민주당         | 1960년 7월 29일~1961년 5월 16일  | 의령군 일원(제17선거구)              |          |
| 제6대        | 방성출(方性出) | 민주공화당     | 1963년 12월 17일~1967년 6월 30일 | 함안군·의령군 일원(제7선거구)        |          |
| 제7대        | 김창욱(金昌郁) | 민주공화당     | 1967년 7월 1일~1971년 6월 30일   | 함안군·의령군 일원(제7선거구)        |          |
| 제8대        | 조홍래(趙洪來) | 신민당         | 1971년 7월 1일~1972년 10월 17일  | 함안군·의령군 일원(제9선거구)        |          |
| 제9대        | 이상철(李相澈) | 민주공화당     | 1973년 3월 12일~1979년 3월 11일  | 의령군·함안군·합천군 일원(제5선거구) |          |
| 제9대        | 이상신(李尙信) | 신민당         | 1973년 3월 12일~1979년 3월 11일  | 의령군·함안군·합천군 일원(제5선거구) |          |
| 제10대       | 김상석(金相碩) | 민주공화당     | 1979년 3월 12일~1980년 10월 27일 | 의령군·함안군·합천군 일원(제5선거구) |          |
| 제10대       | 이상신(李尙信) | 신민당         | 1979년 3월 12일~1980년 10월 27일 | 의령군·함안군·합천군 일원(제5선거구) |          |
| 제11대       | 류상호(柳尙昊) | 민주정의당     | 1981년 4월 11일~1985년 4월 10일  | 의령군·함안군·합천군 일원(제6선거구) |          |
| 제11대       | 조일제(趙一濟) | 한국국민당     | 1981년 4월 11일~1985년 4월 10일  | 의령군·함안군·합천군 일원(제6선거구) |          |
| 제12대       | 류상호(柳尙昊) | 민주정의당     | 1985년 4월 11일~1988년 5월 29일  | 의령군·함안군·합천군 일원(제6선거구) |          |
| 제12대       | 조홍래(趙洪來) | 신한민주당     | 1985년 4월 11일~1988년 5월 29일  | 의령군·함안군·합천군 일원(제6선거구) |          |
| 제13대       | 정동호(鄭東鎬) | 민주정의당     | 1988년 5월 30일~1992년 5월 29일  | 의령군·함안군 일원                   |          |
| 제14대       | 정동호(鄭東鎬) | 민주자유당     | 1992년 5월 30일~1996년 5월 29일  | 의령군·함안군 일원                   |          |
| 제15대       | 윤한도(尹漢道) | 신한국당       | 1996년 5월 30일~2000년 5월 29일  | 의령군·함안군 일원                   |          |
| 제16대       | 윤한도(尹漢道) | 한나라당       | 2000년 5월 30일~2004년 5월 29일  | 의령군·함안군 일원                   |          |
| 제17대       | 김영덕(金榮德) | 한나라당       | 2004년 5월 30일~2008년 5월 29일  | 의령군·함안군·합천군 일원            |          |
| 제18대       | 조진래(趙辰來) | 한나라당       | 2008년 5월 30일~2012년 5월 29일  | 의령군·함안군·합천군 일원            |          |
| 제19대       | 조현룡(趙顯龍) | 새누리당       | 당선 무효                        | 의령군·함안군·합천군 일원            |          |
| 제20대       | 엄용수(嚴龍洙) | 새누리당       | 2016년 5월 30일~2019년 11월 15일 | 밀양시·의령군·함안군·창녕군 일원     |          |
| 제21대       | 조해진(余尙奎) | 미래통합당     | 2020년 5월 30일~2024년 5월 29일  | 밀양시·의령군·함안군·창녕군 일원     |          |
| 제22대       | 박상웅(朴相雄) | 국민의힘       | 2024년 5월 30일~                 | 밀양시·의령군·함안군·창녕군 일원     |          |

## 같이 보기
- 함안군의 국회의원
- 합천군의 국회의원
- 밀양시의 국회의원
- 창녕군의 국회의원
- 의령군·함안군·합천군
- 밀양시·의령군·함안군·창녕군